# Chloressigsäureisopropylester
Chloressigsäureisopropylester ist eine chemische Verbindung aus der Gruppe der Carbonsäureester.

## Gewinnung und Darstellung
Chloressigsäureisopropylester kann durch Veresterung von Chloressigsäure und Isopropanol unter Verwendung von Lanthandodecylsulfat (LDDS) als Katalysator synthetisiert.

## Eigenschaften
Chloressigsäureisopropylester ist eine entzündbare farblose Flüssigkeit mit stechendem Geruch, die schwer löslich in Wasser ist.

## Verwendung
Chloressigsäureisopropylester kann als Zwischenprodukt zur Herstellung anderer chemischer Verbindungen (wie zum Beispiel Clopidogrel) verwendet werden.

## Sicherheitshinweise
Die Dämpfe von Chloressigsäureisopropylester können mit Luft ein explosionsfähiges Gemisch (Flammpunkt ca. 40–50 °C) bilden.